# Баня Іліджа
«Баня Іліджа» (босн. Stadion Banja Ilidža) — футбольний стадіон у місті Градачац, Боснія і Герцеговина. Є домашньою ареною для клубу «Звєзда», який виступає у Першій лізі Федерації Боснії і Герцеговини. Місткість — 5 000 осіб, з яких 4 500 мають змогу сидіти.